# Дем'янка-Наддністрянська
Дем'янка-Наддністрянська — село в Україні, в Стрийському районі (колишній Жидачівський район до прийняття Постанови ВРУ №807-ІХ "Про утворення та ліквідацію районів") Львівської області. Населення становить 200 осіб.

## Короткі відомості

### Розташування
Село належить до етнічних земель Галичини. Воно розміщене на території західної України, Львівської області, Стрийського району. Його жителів, за поділом на етнічні групи, відносять до групи Дністров'яни. Кількість населення становить 224 особи. Відстань від села до адміністративно-територіальних одиниць: с. Заріччя (сільська рада) — 2,9 км; Жидачів (центр громади) — 8,5 км до залізничної  станції «Жидачів»; Львів (обласний центр) — 54 км; Київ (столиця України) — 573 км.
Дем'янка-Наддністрянська розташована на правому березі річки Дністер, 250,0 м над рівнем Балтійського моря. Причиною такого заселення стало споконвічне бажання українців поселятися на берегах річок, оскільки ті є джерелом питної води. Звичайно, що сільські поселення також вплинули й на саму річку; з часом суттєво змінили її природне річище. У наслідок цього змінились її водоносність, швидкість течії, збільшились площі паводкового і повеневого затоплення.
Найближчими сусідами даного населеного пункту є села: на заході — Київець (3,7 км); на південному сході — Заріччя (2,9 км); на півночі — Березина (1,5 км); на півдні — Дем'янка-Лісна (3,6 км).

### Клімат
У Дем'янці-Наддністрянській клімат, відповідно до її географічного положення, є помірно вологий. Протягом року переважає помірне морське повітря з Атлантики, яке приносить взимку відлиги, хмарність і снігопади, а влітку — прохолоду та рясні дощі. Такий клімат характеризується високою хмарністю, помірністю, пологістю та м'якістю, які проявляються у не дуже великих різницях температур літа і зими, та високою зволоженістю, про яку свідчать значні річні суми атмосферних опадів. У селі спостерігаються всі типи опадів, а це дощ, град, сніг, туман, роса. На рік випадає 900—1000 мм опадів. За погодними умовами чітко виражені всі пори року: зима, весна, літо, осінь.
В осінній період спостерігається хмарна погода, буває і «бабине літо». В цей час випадає основна маса опадів, переважно у вигляді дощу (часто проливного). У кінці жовтня спостерігаються заморозки.
Зима характерна щорічними опадами снігу, який утворює стійкий сніговий покрив, та морозними днями, проте, бувають й часті відлиги. Льодовий покрив струмків та річок в цю пору руку нестійкий. Середня температура січня 7-9 градусів нижче нуля.
Весна часто супроводжується рясними дощами з грозами, що іноді спричинює паводок. Якщо ця пора рання, то характеризується нестійкою погодою, тобто бувають різкі похолодання, іноді випадає сніг.
Літо — спекотне, проте не дуже жарке. У червні-липні проходять зливи, які супроводжуються градом. Купальний річковий сезон триває з червня до початку вересня. Середня температура липня — плюс 20-29 градусів.

### Ґрунти та водні ресурси
За поділом на тектонічне районування дане поселення знаходиться у Боянському прогині, а тому Дем'янці-Наддністрянській властиві такі лучні ґрунти (за механічним складом), як піщані (90 % піску), глинясті (понад 40 % глини) та суглинисті (від 20 % до 40 % глини). Ці ґрунти придатні для вирощування високих врожаїв сільськогосподарських культур.
Поля навколо села мають назви : "На горі", "Ланка (Ланок)", "Рінь", "Горби", "Кути", "За Кинев", "Підлучки", "Бубінь".
Околиця села горбувата. Через село пливуть два струмки Чорний потік (зараз - Потічок) та Куна (зараз Кині), обидва є правими притоками річки Дністер. Є у селі й ставок, він має штучне (механічне) походження.

### Флора і фауна
У Дем'янці-Наддністрянській ростуть бузок, жасмин, шипшина, горобина чорна, сосна, ялина, акація, каштан, тополя, липа, явір, верба, береза, клен, черемха, туя та ясен. Село багате на фруктові сади. Тут ростуть груші, сливи, яблуні, вишні, черешні, алича, горіхи, виноград, малина, аґрус, смородина, порічки, гриби.
Значне різнобарв'я квіткового покриву не може залишитись поза увагою, а це: маки, ромашки, волошки, барвінок, цикорій, звіробій, пижмо, королиця, медунка, калюжниця, конвалія, першоцвіт, фіалки лісові, підсніжники та ще безліч інших. Милують око й лікарські рослини, а саме: горобина звичайна, деревій звичайний, звіробій звичайний, калина звичайна, липа серцелиста, дуб звичайний, чебрець блошиний, чистотіл великий, суниці лісові, ромашка лікарська, полин гіркий, гірчак зміїний, мати й мачуха звичайна, череда, грицики звичайні, кропива дводомна, пижмо звичайне, подорожник, хвощ, шипшина травнева, барвінок малий, бузина чорна, береза повисла, гірчак плямистий, черемха та ін.
Таке рослинне розмаїття характерне для широко-листової вологої зони, в якій розміщене дане село.
Основою тваринного світу села є свійські тварини та птиця. Розводять у Дем'янці-Наддністрянській кролів, корів, кіз, курей, гусей, качок, індиків, голубів. Не обходиться господарський двір без собак та котів.
Зустрічаються також й дикі тварини, а саме: лисиця, заєць, козуля, кабани, ласка, їжак. Серед птахів куріпки, дятли, солов'ї, лелеки, білі та сірі чаплі, голуби, качки та курочки.

### Структура
Село Дем'янка-Наддністрянська умовно поділена населенням на три частини: "Гориця", "Перия", "Кінець".
Назва частини села "Гориця" зумовлена тим, що однойменна частина села розбудована на горбі - це початок села. "Перия" охоплює центральну частину села. У ній зосереджено такі осередки як: Храм, Народний дім, бібліотека, магазин. Завершенням села є "кінець", який ще називають "кути".
Поселення села має лінійну планувальну форму, оскільки розміщене вздовж річки. Будинки в селі розташовані з одного боку шосейної дороги.

### Маркування

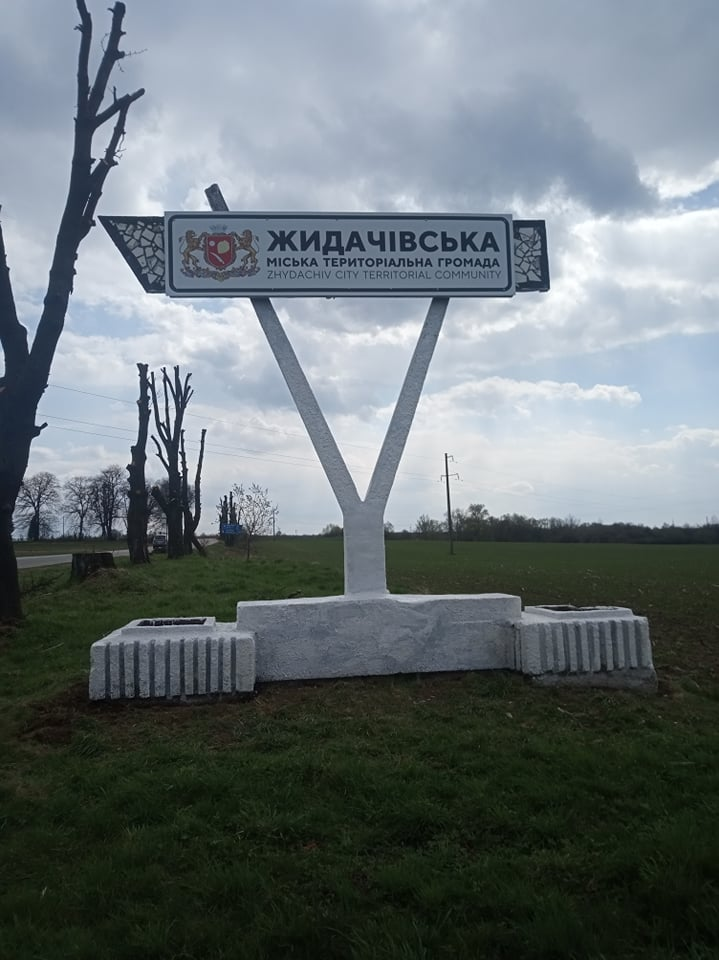
Початок Жидачівської міської територіальної громади у с. Дем'янка-Наддністрянська

Це вулиці Львівська, Дністерська (колишня назва 1 Травня), Шевченка, Небесної Сотні, Залізнична.
Головними вулицями села є Дністерська та Львівська.
Вулиця Львівська пролягає від водойми Киня до початку села (помешкання сім'ї Романик). Існує твердження, що назва вулиці вказує на її призначення, оскільки колись ця вулиця була частиною головної дороги, яка проходила ближче села.  Нею люди йшли у напрямку Львова чи зі Львова (обласного центру). Так тривало до 1977 року. У цьому році через Дем'янку-Наддністрянську прокладено нову шосейну дорогу. Стара дорога на згадку про своє минуле має лиш назву — вулиця Львівська.
Вулиця Дністерська простягається від шосейної дороги (помешкання сім'ї Кузицьких) і завершується у зелені полів та планів під забудову. Попередньою назвою вулиці була назва 1 Травня (надано у радянський період з нагоди свята Дня Праці, яке відзначали 1 травня). Розглянувши результати громадського обговорення у селі Дем'янка-Наддністрянська щодо перейменування вулиці, яка має радянське походження,  враховуючи вимоги Порядку ведення словників Державного реєстру речових прав на нерухоме майно, керуючись пунктом 41 частини 1 статті 26, статтею 59 Закону України «Про місцеве самоврядування в Україні», статями 8, 9 Закону України «Про правовий режим воєнного стану», Законом України «Про присвоєння юридичним особам та об’єктам право власності імен (псевдонімів) фізичних осіб ювілейних та святкових дат, назв і дат історичних подій», 15.12.2022 року Жидачівською міською радою проведено перейменування вулиці на вулицю Дністерська (Рішення Жидачівської міської ради №1691 від 15.12.2022 року).

## Населення
1939 рік у селі Деменка Наддністрянська (тепер Дем’янка-Наддністрянська) проживало 420 мешканців, з них: 310 українців, 15 поляків, 80 латинників, 10 євреїв та 5 німців;
| рік                      | 2020 | 2021 | 2022 | 2023 | 2024 |
| ------------------------ | ---- | ---- | ---- | ---- | ---- |
| кількість населення      | 212  | 208  | 206  | 206  | 201  |
| станом на 1 січня щороку |      |      |      |      |      |

### Мова
Розподіл населення за рідною мовою за даними перепису 2001 року:
| Мова       | Кількість | Відсоток |
| ---------- | --------- | -------- |
| українська | 223       | 99.55%   |
| російська  | 1         | 0.45%    |
| Усього     | 224       | 100%     |

### Відомі люди
Яворівський Ігор Петрович - лікар нейрохірург.  

## Походження назви села

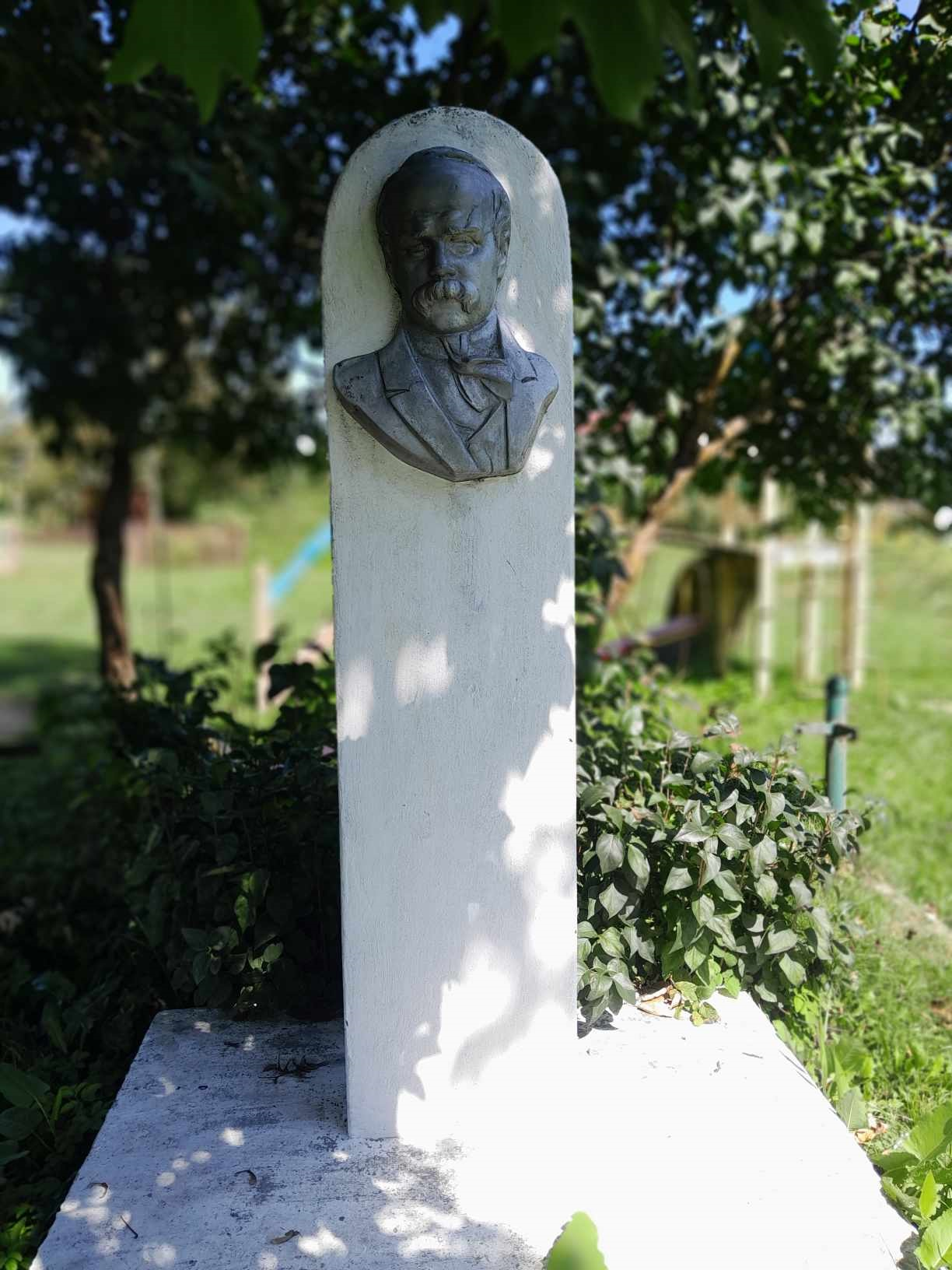
Барельєф Тарасу Григоровичу Шевченку

Перша збережена письмова згадка про село датована 1673 роком.

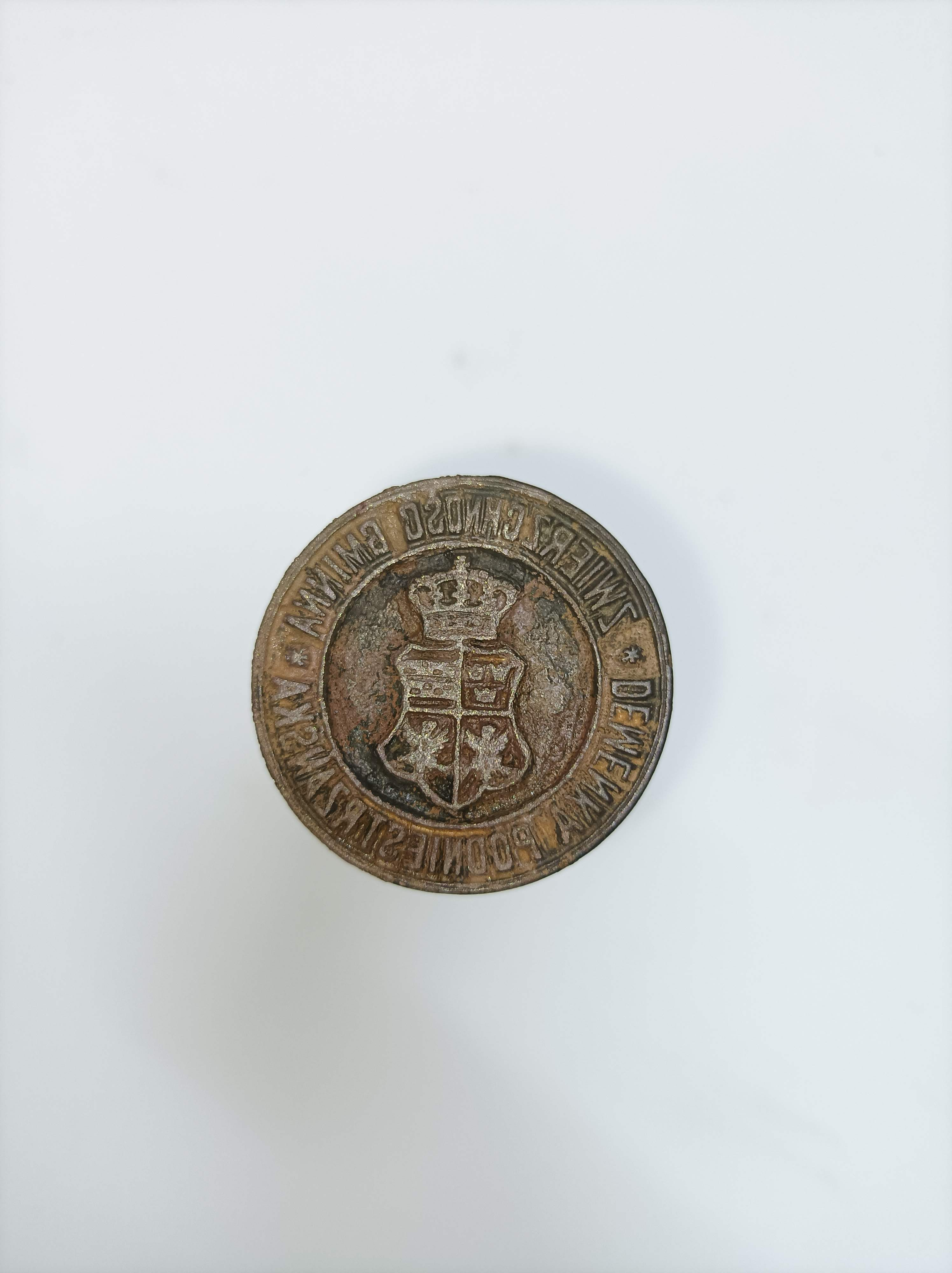
Печатка «Demenka Podniestrzańska Zwierzchność Gminna». Дата невідома.

## Культурна, історична й археологічна спадщина села
Поселення двошарове. Виявив О. Корчинський (ВДАЕ) у 1994 році. Розташоване на пд. від автодороги Львів-Жидачів, за 0,5 км від сільського кладовища, на підвищеній ділянці верхньої тераси прав. берега р. Дністер. Археологічні матеріали, переважно кременеві артефакти, датовано періодом пізнього палеоліту та енеолітом (волинсько-любінська к-ра). Є пам'яткою археології місцевого значення  відповідно до Розпорядження Голови Львівської обласної державної адміністрації від 01.06.2000 року № 508. 
Барельєф Тарасу Григоровичу Шевченку. Барельєф встановлено у 1991 році у центральній частині села при дорозі.  
Довідка про персоналію: Тарас Григорович Шевченко (1814-1861) - видатний український поет, художник, громадсько-політичний діяч, засновник нової української літератури, творець сучасної української мови. Його творчість містить початки модерної української поезії та прози.   

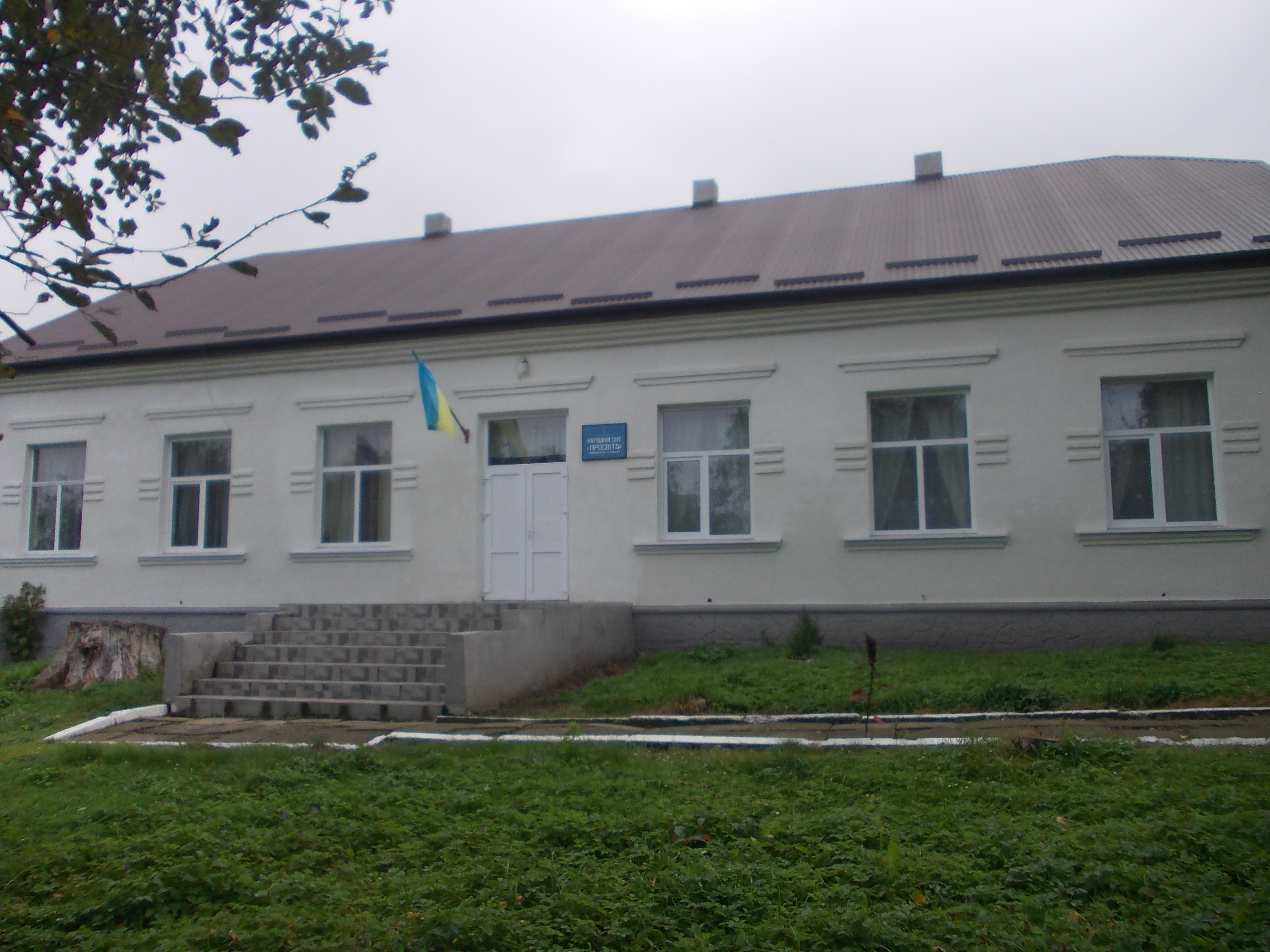
Народний дім "Просвіта" с. Дем'янка-Наддністрянська (2021 рік)

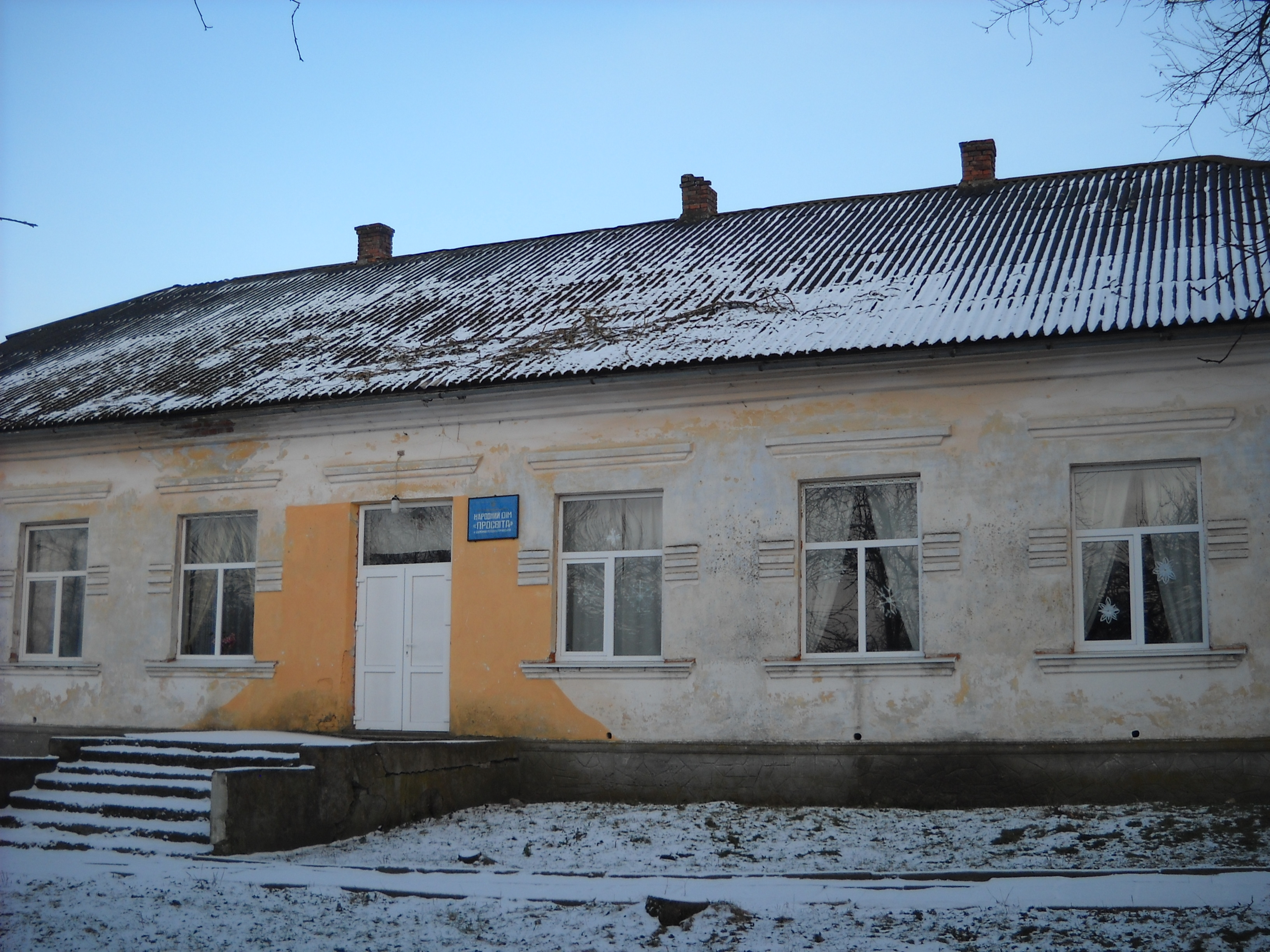
Народний дім "Просвіта" с. Дем'янка-Наддністрянська (2009 рік)

Народний дім "Просвіта". Розміщений у центральній частині села. Це культурно-просвітницький центр с. Дем’янка-Наддністрянська. Його побудовано та введено в експлуатацію у 1962 році. Загальна площа будівлі – 260,3 м2. Його приміщення містить сільську бібліотеку, кімнату директора Народного дому, сцену та зал на 115 місць. У Народному домі діють гуртки, проводять репетиції концертів масових заходів, а мешканці Дем’янки-Наддністрянської з задоволенням відвідують усі заходи. Тут проводять збори, концерти, вистави, учасниками яких є діти та молодь села. У час виборів до органів влади приміщення Народного дому слугує виборчою дільницею.
Це осередок поширення культури серед жителів села, місце збереження та примноження місцевих традицій. Народний дім у селі завжди був місцем духовного та творчого розвитку не одного покоління жителів. 
Його умовно поділено на клуб із залом та бібліотеку із книжковим фондом.
Бібліотекою є установа, яка збирає, опрацьовує, зберігає та дозволяє користуватися бібліотечним фондом, а також інформує про нього. Тут видають читачам книги, журнали, іншу поліграфічну продукцію у користування на певний термін і з домовленістю її повернення.
Школа. У селі, на даний час, немає жодного навчального закладу, на жаль і школи. Це зумовлено певною демографічною ситуацією, яку пояснює мала кількість жителів, що вплинуло і на незначне число дітей шкільного віку. Проте, це не означає, що діти не здобувають середньої освіти! Вони навчаються в шкільних закладах інших сіл та міст, серед них школи м. Жидачева, с. Заріччя, с. Березини, смт Роздолу. Та так було не завжди. Школа у селі була.
До XVIII ст. початкової освіти в Україні практично не існувало. У деяких селах можна було натрапити на однокласні школи, у яких навчання вели напівписьменні дяки,  що навчали учнів початків абетки та Святого письма, в них користувалися місцевою говіркою. Також ще існували середні школи, у яких навчалися сини шляхти (їх утримували католицькі чернецькі ордени). Щоб покращити цю ситуацію, у 1774 р. Австрійці впровадили систему шкіл. Ними були однокласні, трикласні та чотирикласні школи, де навчатися могли всі охочі.
Згодом освітня реформа дійшла і до Дем'янки-Наддністрянської.  
У 1919-1939 рр. західноукраїнські землі знову перейшли під владу Польщі. З того часу в школах крім основних предметів почали вивчати польську мову та римо-католицьку релігію. Школа с. Дем'янки-Наддністрянської не була винятком. На той час вона знаходилась при головній дорозі села (зараз це подвір'я Гнатів Дарії). Це була чотирикласна школа, двомовний (українсько-польський) навчальний заклад. У ній навчалися 9 років, так перший клас навчання тривав 1 рік, другий клас – 2 роки, третій клас – 3 роки та четвертий – 3 роки. Найбільші вимоги ставилися до вивчення польської мови, зважаючи на те, що з 1869 р. польська мова стала офіційною в освіті та адміністрації провінції. Предмет римо-католицьке релігієзнавство читали польські ксьондзи. Утримували школу громада села і панський двір. 
У 1960 р. закінчилося будівництво нової школи, у якій навчання  велося українською мовою. 

У 1974 р. школу в селі ліквідували. Причиною цього стала значна нестача дітей. Натомість у її приміщенні, організували сільську бібліотеку з книжковим фондом.
Храм Різдва Пресвятої Богородиці. Церква (переклад з грец. “Божий дім”) у селі Дем'янка-Наддністрянська розташована у його центральній частині. Це святе місце призначене для християнських Богослужінь і молитов, також є осередком виховання високих духовних ідеалів. Для всіх жителів ця святиня відіграє важливу роль, через проходження важливих подій християнського життя. У ній вони урочисто залучаються до лона церкви, через хрещення; у ній відбувається їх перша сповідь та відкривається таїнство євхаристії; у ній люди вступають у християнські сімейні союзи, через таїнство подружжя; у ній зцілюються через оливопомазання; у ній, врешті, з ними обрядово прощаються у час похорону.

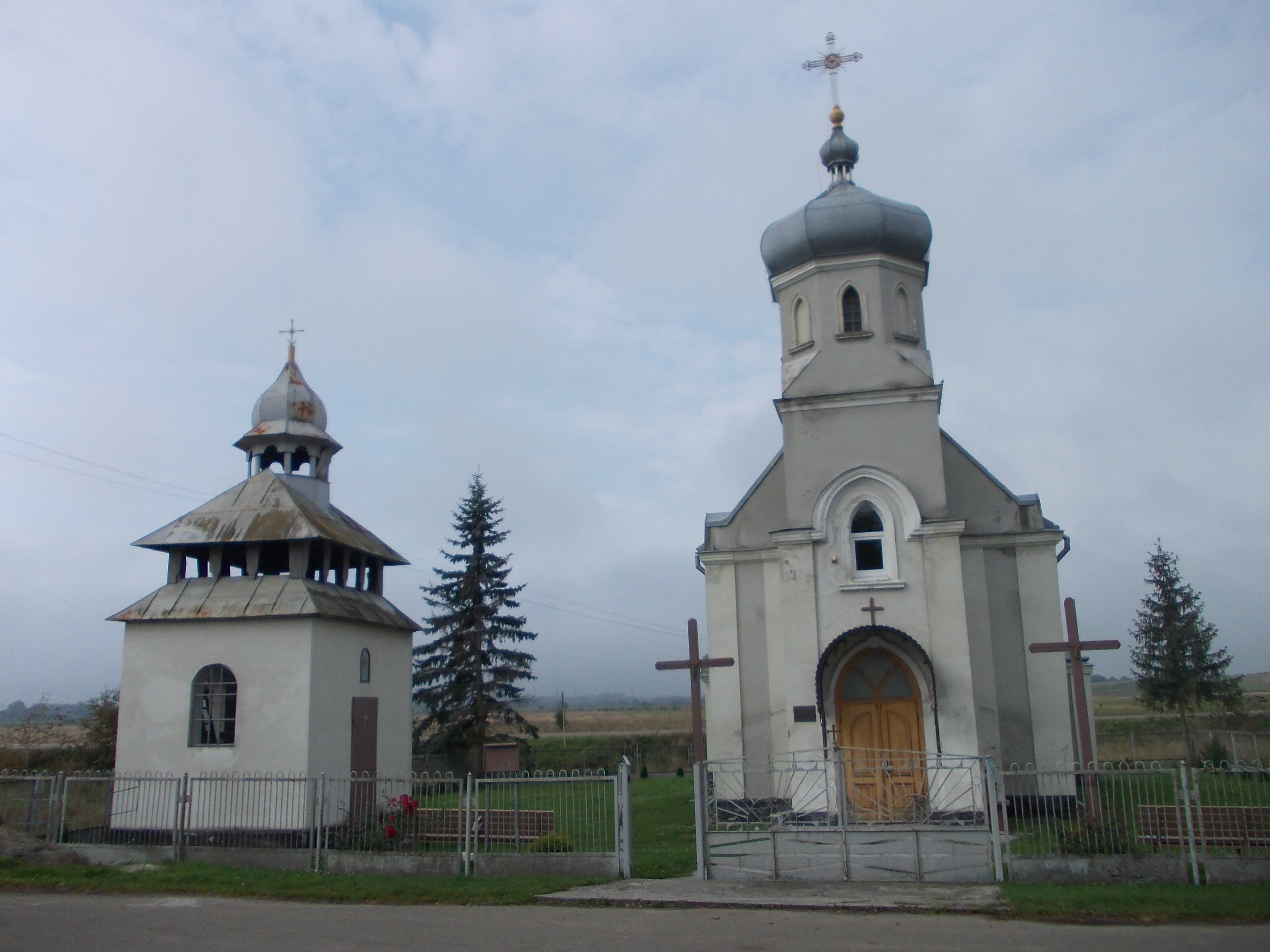
Храм Різдва Пресвятої Богородиці с. Дем'янка-Наддністрянська, вигляд спереду

Здавна вважалося, що побудова храму є звершенням богоугодної справи та наближенням людини до Бога. Приступаючи до цього процесу, важливе значення надавали вибору місця для майбутньої будівлі. Це місце мало бути освяченим і привабливим своєю красою. Крім того його розташування мало бути зручним. Таким місцем і є подвір'я храму даного села.
Зараз Храм Різдва Пресвятої Богородиці належить до юрисдикції Львівської митрополії, Стрийської єпархії, Новороздільського деканату. 
Проте, ця релігійна будівля не завжди була греко-католицькою та й храмом теж. У неї своя історія, яку ми маємо знати...

У 1904 році за фінансування місцевого землевласника пана Івана Павлюкевича було збудовано костел зі стрункою вежею на фронті. Його він збудував на прохання своєї дружини Єлизавети Павлюкевич, оскільки та не бажала їздити на богослужіння в навколишні костели. Тож для задоволення духовних потреб Павлюкевичів тут постав костел. 

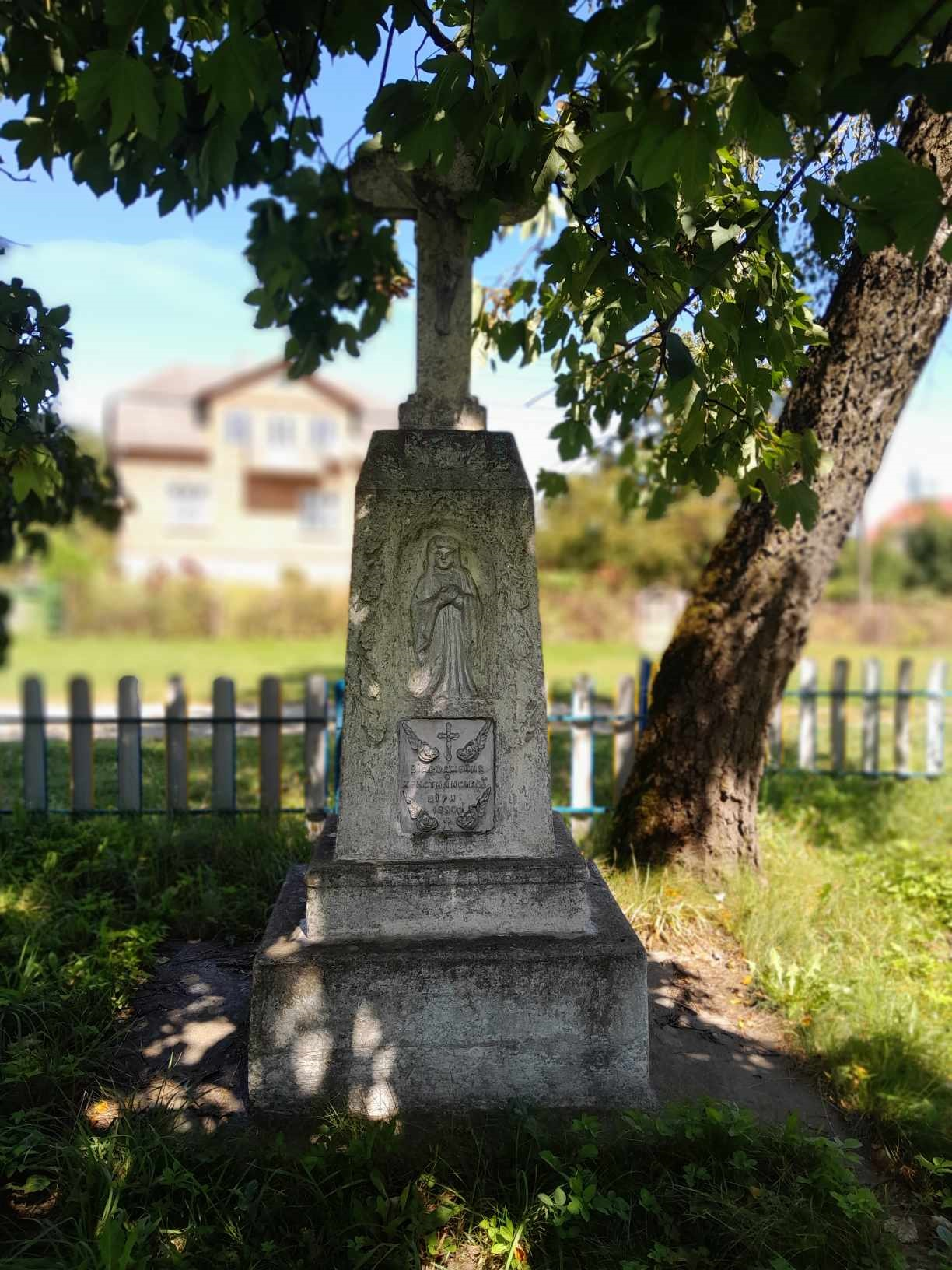
Кам'яний хрест "Відродження християнської віри" датований 1990 роком

У римо-католицькому храмі богослужіння відправляли ксьондзи польською мовою. Власного ксьондза пани не мали, тому той приїзджав з Роздолу на богослужіння щонеділі. Відвідувати служби простим людям не забороняли, проте більшість все ж таки надавала перевагу греко-католицькій вірі та проведені богослужінь українською мовою, а тому ходили в церкву до Заріччя, а після її закриття до Роздолу. Пан ж з свого боку давав дозвіл українському священнику сповідати селян у час великих постів та за потребою, також  відправляти Служби Божі на третій день Різдва та Великодня.
Місце розташування церкви не змінилося і до нашого часу, проте змінилися її приналежність та обрядова традиція. А відбувалося це поступово і таким чином. Після приходу радянської влади костел був переданий православній громаді. Вже з 1939 р., коли поляки виїхали з села, у костелі богослужіння відбувалося сугубо українською мовою греко-католицькими священиками. Проте це тривало не довго, бо вже з цього ж року церкву, як і християнську релігію, було заборонено тодішньою владою, яка, у той час, зруйнувала багато храмів перетворюючи їх у звичайну купу цегли. 
У даному приміщенні церкви створили  архів періодичних видань і таким чином перекрили віруючим дорогу до неї.  А у 60-ті роки минулого століття храм був повністю закритий на довгих 28 років. 
У 1987-1988 роках стараннями місцевих Жителів церкву було відремонтовано. Майстрами із села Синьовудське Закарпатської області був відновлений іконостас 1950 року. 
Поступово, спільними зусиллями, віруючі мешканці села, інтер'єр костелу наближали до церковного. Божий храм оздоблено різноманітними прикрасами, образами та іконами. Найціннішою старовинною іконою в храмі є запрестольна ікона Святого Павла (місце придбання її не відоме). Загадковістю вабили погляди духовних отців і парафіян тодішні віконця вітражі.
Головна подія щодо становлення греко-католицької церкви відбулася 21 вересня 1989 р. Це було відновлення християнської віри. З цієї нагоди відбулася святкова літургія та велике торжество для жителів села. Також сюди приїхало багато гостей з навколишніх сіл та міст щоб розділити цю величну радість. З того часу церкву Різдва Пресвятої Богородиці було відкрито для Богослужіння, а у невеличкій церковці, залунав церковний спів і почали відправлятися регулярні Богослужіння. Першу літургію в оновленій церкві служив с. Іван Заєць. Через рік, цю подію було зафіксовано на пам'ятнику, у вигляді Кам'яного хреста "Відродження християнської віри", який розмістили для загального огляду та вшанування при головній дорозі села, в його центральній частині.

Названий з нагоди свята Різдва Пресвятої Богородиці, що є одним з найбільших свят в Богородичному культі, храмовий празник з того часу щорічно відзначали 21 вересня, а з 2023 року 8 вересня. 

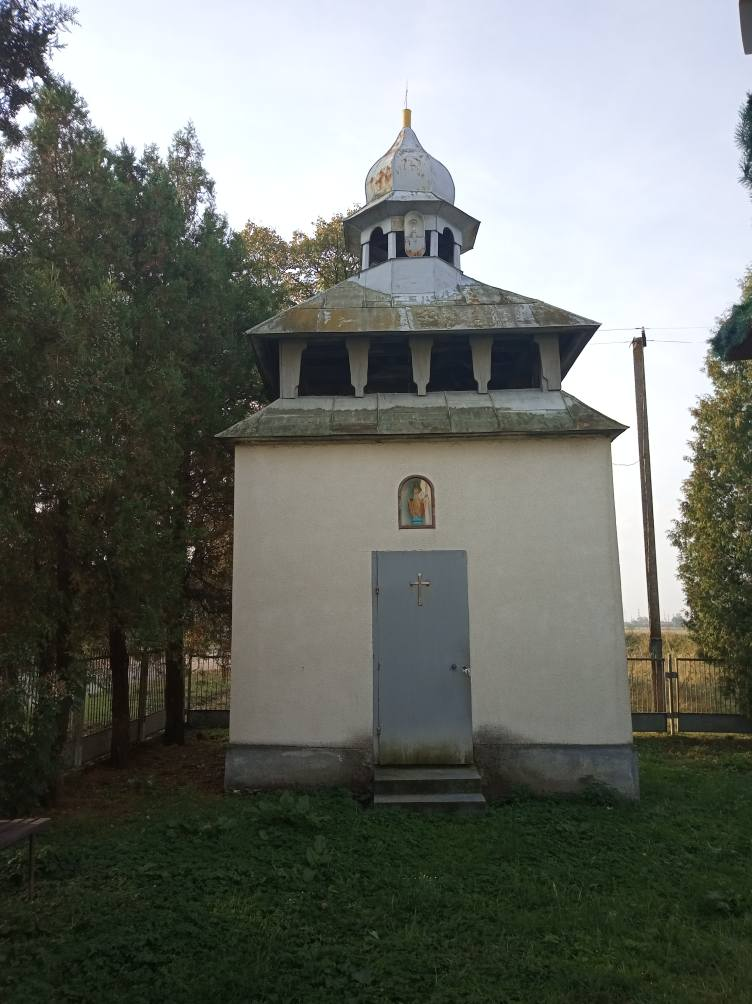
Дзвіниця Храму Різдва Пресвятої Богородиці с. Дем'янка-Наддністрянська

Остаточну ж приналежність церкви до греко-католицької віри підтверджено  у 2004 р., коли спільними зусиллями жителів села Дем'янки-Наддністрянської було змінено і зовнішній вигляд (відбулася зміна шпиля на купол) храму та зроблено внутрішній ремонт церкви.
Ця старовинна святиня є найвартіснішою та найдовершенішою прикрасою с. Дем'янки-Наддністрянської. Вона милує око не лише жителів села, а й всіх проїжджих, оскільки знаходиться при головній районній дорозі.
Служителем Храму Пресвятої Богородиці є священик, який здійснює богослужіння та таїнства (крім священства). Членом церкви може стати кожен житель села. У ній нема точного обліку і контролю віруючих. Елементами допоміжного апарату церкви є дяк, який допомагає священику співаючи псалми; вівтарна дружина, яка прислуговує отцю; церковна десятка; касир, який розпоряджається церковними коштами. У ній також діє церковний хор, який супроводжує кожне богослужіння. Цей співочий колектив є колективом змішаного типу, оскільки його членами є як жінки, так і чоловіки. 
На церковному подвір'ї, окремо від церкви, споруджено дзвіницю у формі башти, де підвішено металеві церковні дзвони. Ці дзвони слугують ударним сигнальним інструментом, звучання яких скликає віруючих на богослужіння, дітей на веснянки (гаївки) чи сповіщає про смерть когось із жителів села. У час повномасштабного вторгнення 2022 року, у зв'язку з тим, що система оповіщення у населеному пункті була відсутньою, для повідомлення про повітряну тривогу та небезпеку використовувалися церковні дзвони храму. 

До 2000 р. Це була дерев’яна дзвіниця зі шпилем. Зараз вона мурована і , як годиться у греко-католицькій вірі, має купол бані.

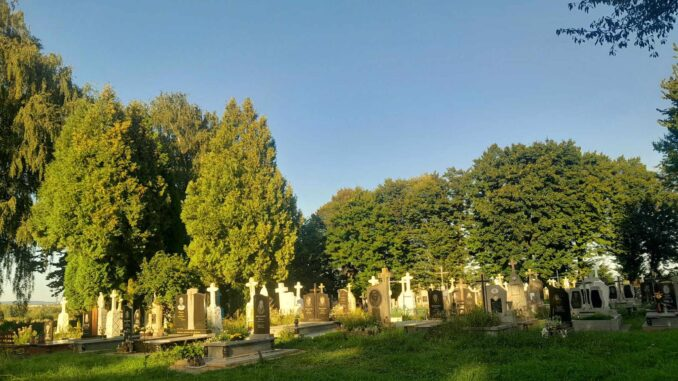
Кладовище села Дем'янка-Наддністрянська (частина новий цвинтар)

Кладовище.  Разом із Храмом у селі функціонує сільське кладовище. Тут спочивають колишні жителі села та їх родичі. Кладовище розташоване на початку села. Це місце на пагорбі, яке спеціально відведене для поховання померлих. Всі поховання відбуваються у могилах, які є не чим іншим як ямами, у які опускається спеціально зроблена скриня з тілом покійника. Після чого її засипають землею, роблять насип і ставлять хрест, який згодом буде змінено на пам'ятник.
Кладовище умовно поділено на дві частини: старий цвинтар та новий цвинтар. Найстаріший пам'ятник зберігся на території старого цвинтаря. Ним є дерев'яний хрест, датований 1860 року встановлений з нагоди урочистого відкриття старого кладовища. Варто зазначити, що кладовище існувало у селі значно раніше, оскільки поховання людей було одвічною потребою.
Могили Українських Січових Стрільців. У селі насипано дві могили Українським Січовим Стрільцям і воїнам УГА, які полягли в боях здобуваючи незалежність України. Ці могили є символами свідчень трагічного і водночас героїчного періоду. Насипані у 1992 році могили кургани (без захоронень) зараз є пам'яттю столітніх подій, що вирували на українських землях. 
Після відновлення церкви релігійною громадою села була започаткована традиція – щорічно відправлялася панахида, за тих хто віддав своє життя за волю Україну.

## Члени ОУН, воїни УПА
Полеглі члени ОУН і вояки УПА
Куртник Михайло ("Залізняк") - 1922 р.н., командир кущової боївки УПА. Поліг в бою з ворогами у с. Дем'янка-Наддністрянська 19.09.1950 року.
Мельницький Йосип Юліанович ("Липа") - 1922 р.н.. Поліг в бою з карателями 1945 року. Тіло скинули в річку Дністер. Могила невідома.
Талама Стефан Олексійович - 1920 р.н., вояк кущової боївки УПА "Ореста". Поліг в бою з ворогами 1947 року. Похований у братській могилі в м. Жидачів.
Талама Іван Олексійович ("Лис") - 1922 р.н., вояк кущової боївки УПА. Поліг у бою з ворогами у вересні 1948 року.
Шиманський Іван - загинув від рук енкаведистів у с. Дем'янка-Наддністрянська у 1944 році, де і похований.
Голубка Володимир Михайлович - 1926 р.н., де і коли загинув невідомо. 
Засуджені за участь і сприяння ОУН та УПА
Бодюк Василь Михайлович - 1908 р.н., 7 років позбавлення волі. 
Бодюк Ганна Федорівна - 1908 р.н., 7 років позбавлення волі.  
Вівсик Ганна Федорівна - 1931 р.н., 10 років позбавлення волі (1947-1954) 
Голубко Стефанія Михайлівна - 1923 р.н., 10 років позбавлення волі (1945-1955) 
Гнатів Микола Васильович - 1924 р.н., 10 років волі (1947-1956) 
Голечко Микола Якович - 1896 р.н., 7 років позбавлення волі. 
Лисевич Іван Миколайович - 1927 р.н., 10 років позбавлення волі (1944-1954) 
Мицалик Михайло Іванович - 1929 р.н., 15 років позбавлення волі у 1944 році. 
Машталір Василь Федорович - 1929 р.н. 
Прийма Петро Прокопович - 1932 р.н.  
Польовий Павло Антонович - 1927 р.н., 5 років позбавлення волі (1947-1952) 
Шиманська Люба Василівна - 1931 р.н. 
Депортовані в Сибір
Омська Область (1947-1956) 
Івахів Марія Іванівна - 1899 р.н. 
Івахів Віра Іванівна - 1929 р.н. 
Івахів Володимир Іванович - 1932 р.н. 
Тюменська область (1944) 
Кардаш Марія Михайлівна - 1890 р.н. 
Архангельська область (1944-1957) 
Голубко Михайло Павлович - 1894 р.н. 
Голубко Парасковія Миколаївна - 1901 р.н. 
Голубко Іван Михайлович - 1929 р.н. 
Голубко Анна Михайлівна - 1940 р.н. 

## Політика

### Парламентські вибори, 2019
На позачергових парламентських виборах 2019 року у селі функціонувала окрема виборча дільниця № 460335, розташована у приміщенні народного дому «Просвіта».
Результати
- зареєстрований 161 виборець, явка 61,49 %, найбільше голосів віддано за «Голос» — 31,31 %, за «Слугу народу» — 25,25 %, за Всеукраїнське об'єднання «Батьківщина» і «Європейську Солідарність» — по 9,09 %.[16] В одномандатному окрузі найбільше голосів отримав Володимир Гаврон (Голос) — 32,32 %, за Андрія Кота (самовисування) — 24,24 %, за Андрія Гергерта (Всеукраїнське об'єднання «Свобода») — 17,17 %[17].